# Parc científic
Els parcs científics són un enllaç entre el món de la universitat i el del mercat, un entorn que promou la creació d'empreses a partir del coneixement generat per la recerca pública. La concentració d'equipaments i de personal especialitzat permet optimitzar recursos i accelerar l'obtenció de resultats.

## Etimologia
La definició de parc científic és, tanmateix, ambigua, com correspon a un ens que comporta formes i plantejaments molt diversos. Un parc pot ser una gran extensió de terreny on les empreses instal·len edificis propis, però també pot ser un seguit de laboratoris coordinats per un equip de gestors, posats a disposició d'investigadors dels entorns públic o privat. D'aquí les denominacions com a parc tecnològic o parc de recerca que, de fet, poden referir-se a entitats molt similars.
És força corrent que cadascun d'aquests estigui centrat en una àrea de coneixement. Ara bé, hi ha parcs on es concentren grups de recerca i empreses del camp de la biomedicina, de l'àmbit de les tecnologies de la informació, de l'àrea de l'energia, del terreny de l'alimentació o del domini de l'aeronàutica. D'aquesta manera es crea una massa crítica d'investigadors i emprenedors que facilita la generació de projectes compartits. Acaben convertint-se en llocs on s'agrupen actors de procedències diverses. És sabut que una alternativa a l'especialització és la dispersió i que, per tant, aquest disseny de parc aposta, precisament, per la fertilització creuada entre camps del saber allunyats els uns dels altres.

## Història
L'origen del concepte de parc científic es troba al voltant de la Universitat de Cambridge, a mitjan segle xx. L'objectiu era donar sortida a la recerca generada a la universitat, en forma de petites empreses o de serveis especialitzats. En l'actualitat, Cambridge ofereix més d'una dotzena de parcs científics, orientats a missions diverses, i promoguts per agents tant públics com privats. També a França van seguir una iniciativa similar amb Sophie Antipolis. En general, pel que fa a Europa i a la resta del món, es pot dir que n'hi ha centenars i que el nombre segueix creixent.

## Estructura
Sovint, la mateixa estructura universitària, sobretot a Europa, no permet disposar d'eines per dur a terme aquesta tasca de suport a la fundació d'empreses. Durant els anys setanta i vuitanta, a les universitats d'arreu del món, es van establir el que es coneix com a oficines de transferència de tecnologia. Es tracta d'entitats que faciliten la comercialització del coneixement generat a la universitat i que, alhora, han ajudat professors i estudiants en el món empresarial. No obstant això, no n'hi havia prou, perquè els parcs compleixen una missió que depassa i alhora complementa la funció d'aquestes oficines.
Tant és així, que un parc científic pren, a més, el repte de la gestió d'espais, de la gestió d'equips i de l'oferta de serveis de suport a la recerca. Per aquest motiu, és habitual que les oficines de transferència de tecnologia es coordinin amb els parcs de l'entorn, especialment si es troben a la mateixa universitat. I que fins i tot, en alguns casos, comparteixin funcions com ara la gestió de projectes competitius o el mateix suport a la innovació empresarial.

## Interdependència
El criteri per avaluar l'èxit d'un parc científic pot variar segons com se n'hagin descrit els objectius. En qualsevol cas, hi ha alguns indicadors rellevants com ara quantes empreses hi ha instal·lades –i el personal que hi treballa–, el nombre de publicacions científiques, quantes patents s'han obtingut, i, és clar, la xifra de finançament competitiu que han obtingut les empreses i els grups de recerca. En el cas de les primeres, la xifra de facturació o les ampliacions de capital també són un reflex de la bona marxa del projecte.
En tots els casos, però, els actors instal·lats en un parc científic operen independentment els uns dels altres. Tanmateix, les relacions que s'estableixen entre els investigadors així com la facilitat d'accés a les instal·lacions científiques compartides té molt a veure amb el benefici.
Precisament, l'accés a les instal·lacions científiques compartides és un dels elements principals que justifiquen l'existència de moltes d'aquestes entitats, un motiu que impulsa els investigadors a traslladar-hi l'activitat. Això, per una banda, perquè, pel que fa a les empreses de creació recent, l'accés a equips científics sofisticats pot representar la diferència entre sortir-se'n o no.

## Funcionament
A l'inici del funcionament del parc se sol buscar una empresa tractora, normalment molt reconeguda en un àmbit concret i que fa la funció d'anunci vivent. És a dir, té la funció d'enviar un missatge a altres empreses del sector. No és estrany que una de les dificultats que es troben els que tot just comencen és, precisament, aconseguir la instal·lació d'una empresa d'aquestes característiques. Ara bé, un cop aconseguida, es pot dir que tindrà el camí aplanat per atreure les altres empreses d'aquell sector. Però al cap d'un temps –fins i tot anys, tants que és impossible provar d'explicar, avui, per què van tenir èxit–, les noves empreses que volen entrar-hi ho fan més per l'entorn del parc que no pas per l'efecte crida de l'empresa tractora. Hi ha excepcions. Una és quan a l'interior hi ha instal·lada una empresa líder del sector, i, alhora, integrada a la mateixa estructura del parc (al patronat, per exemple). En aquest cas, l'interès d'una determinada empresa de nova creació se centra a situar-se prop d'un comprador potencial dels seus productes o serveis.

## Estructura jurídica
D'altra banda, poden tenir diferents estructures jurídiques. Alguns, com el Parc Científic i Tecnològic Agroalimentari de Lleida, són gestionats per un consorci, amb participació exclusiva d'entitats públiques, en aquest cas la Paeria i la Universitat de Lleida. Altres són fundacions sense ànim de lucre, obertes a l'entrada de patrons privats. El Parc Científic de Barcelona, el Parc Científic i Tecnològic de la Universitat de Girona i el Parc d'Innovació La Salle són regits per fundacions. Alguns són societats amb afany comercial, com el Parc Balear d'Innovació i Tecnologia, gestionat per una societat anònima.

## Crítiques
La situació dels parcs científics, a cavall entre la universitat i l'empresa, ha fet que rebessin crítiques des d'ambdues bandes. Des de la universitat, la seva aparició s'ha vist amb suspicàcia, sobretot per la competència que han representat a l'hora de captar recursos humans i materials, així com per la seva orientació cap a la creació d'empreses. A alguns representants del món empresarial de vegades els ha semblat que aquests projectes estaven massa lligats a la universitat i al sector públic, és a dir, a la mentalitat funcionària. Per això han qüestionat el que han percebut com una duplicació de funcions i un malbaratament de recursos. Si bé és cert que són projectes inherentment deficitaris –per la gran inversió que cal fer en construcció i equipaments–, hi ha models de gestió que permeten, si més no, equilibrar la balança de pèrdues i guanys a còpia d'oferir serveis d'alt valor afegit.
Per caràcter estratègic, queda a criteri de les administracions avaluar la conveniència de finançar un projecte o un altre. A tot el territori hi ha unes quantes dotzenes de parcs en construcció, o planejats, i és evident que no tots poden tenir el mateix perfil ni poden donar el mateix rendiment. La coordinació entre aquests ha de permetre optimitzar recursos sense desequilibrar el territori. El fet que, a diverses zones del país, s'enfoquin cap a diferents àrees del coneixement, és una indicació que anem en la direcció correcta.

## Parcs a Catalunya
Els parcs científics i tecnològics catalans s'agrupen dins la Xarxa de Parcs Científics i Tecnològics de Catalunya (XPCAT). I el fet és que no hi ha organitzacions equivalents als altres territoris de parla catalana. Pel que fa a Espanya, existeix una organització equivalent, APTE, que va modificar el nom original Asociación de Parques Tecnológicos de España per incloure-hi la denominació científicos, tot i que no va modificar les sigles. En canvi, la International Association of Science Parks (IASP) va optar només per la denominació científic. En qualsevol cas, per considerar que estem davant un parc cal que hi hagi un equip gestor. Per exemple, un polígon industrial, segons aquest criteri, no seria mai un parc científic. Cal que hi hagi algú gestionant l'espai i oferint uns serveis, més elementals o més sofisticats.
- El Parc Científic de Barcelona
- El Parc Científic i Tecnològic Agroalimentari de Lleida
- El Parc Científic i Tecnològic de la Universitat de Girona
- El Parc d'Innovació La Salle
- El Parc Balear d'Innovació i Tecnologia.[1]

El març de 2013 hi havia 22 parcs científics a la xarxa del XPCAT.